# Хари Потър и Даровете на Смъртта: част 2
Хари Потър и Даровете на Смъртта: част 2 (на английски: Harry Potter and the Deathly Hallows – Part 2) е фентъзи филм от 2011 г., режисиран от Дейвид Йейтс, със сценарий от Стив Клоувс. Филмът е втората от двете кинематографични части, базирани на романа Хари Потър и Даровете на Смъртта от Джоан Роулинг. Продължение е на Хари Потър и Даровете на Смъртта: част 1 (2010) и осмата и последна част от филмовия поредица Хари Потър. Историята разказва за завършването на мисията на Хари Потър да намери и унищожи хоркруксите на Лорд Волдемор, за да го спре веднъж завинаги.
Филмът включва актьорски състав, състоящ се от Даниел Радклиф като Хари Потър, Рупърт Гринт като Рон Уизли и Ема Уотсън като Хърмаяни Грейнджър, заедно с Хелена Бонам Картър, Роби Колтрейн, Уоруик Дейвис, Ралф Файнс, Майкъл Гамбън, Джон Хърт, Джейсън Айзъкс, Гари Олдман, Алън Рикман, Маги Смит, Дейвид Тюлис и Джули Уолтърс. Основните снимки започват на 19 февруари 2009 г. и завършват на 12 юни 2010 г. с презаснемане през декември 2010 г.
Част 2 е пусната в кината на 15 юли 2011 г. в Обединеното кралство и Съединените щати от Уорнър Брос Пикчърс и е единственият филм от поредицата, представен в 3D формат. Филмът има комерсиален успех и един от най-добре рецензираните филми за 2011 г., печелейки похвали за актьорската игра, режисурата на Йейтс, музикалната партитура, визуалните ефекти, операторското майсторство, екшън поредиците и задоволителния финал на сагата. В боксо фиса Част 2 постига световния рекорд за началния уикенд с приходи от 483,2 милиона долара, както и поставяйки рекорди за началния ден и началния уикенд в различни страни. Филмът печели над 1,3 милиарда долара в световен мащаб и се превръща в третия най-печеливш филм, както и най-касовият филм за 2011 г. Към настоящия момент[ неясно? ] Хари Потър и Даровете на Смъртта: част 2 е най-печелившият филм от поредицата Хари Потър, както и във франчайза Магьоснически свят, а също е и най-печелившият филм на Уорнър Брос. Националният съвет на кинокритиците на САЩ нарича Даровете на Смъртта: част 2 един от десетте най-добри филма за 2011 г. Номиниран е за три награди на 84-тите награди на Академията и получава много други отличия.

## Сюжет
След като погребва Доби, Хари Потър моли таласъма Грипкук да му помогне, заедно с Рон Уизли и Хърмаяни Грейнджър, да проникнат в трезора на Белатрикс Лестранж в банка Гринготс, подозирайки, че там има хоркрукс. Грипкук се съгласява в замяна на меча на Грифиндор. Създателят на пръчки Оливандър казва на Хари, че двете пръчки, взети от имението на Малфой, са принадлежали на Белатрикс и Драко Малфой; той усеща, че магическата пръчка на Драко е променила своята вярност към Хари, който му я е отнел. Хоркрукс, чашата на Хелга Хафълпаф, е намерен в трезора на Белатрикс, но Грипкук грабва меча и ги изоставя. Хванати в капан от охраната, те освобождават дракона пазител и бягат от Гринготс на гърба му. Хари има видение на Лорд Волдемор в Гринготс, ядосан от кражбата. Хари също разбира, че в „Хогуортс“ е скрит хоркрукс, свързан с Роуина Рейвънклоу. Триото отива в Хогсмийд и е подпомогнато от Абърфорт Дъмбълдор, който разкрива таен проход към „Хогуортс“, през който Невил Лонгботъм ги води.
Сивиръс Снейп знае, че Хари се е върнал и заплашва да накаже всеки учител или ученик, ако помагат на Хари. Хари се изправя срещу Снейп, който бяга по време на дуел с професор Минерва Макгонагъл. Тя събужда общността на „Хогуортс“ за битка. Луна Лъвгуд призовава Хари да говори с призрака на Хелена Рейвънклоу. Хелена разкрива, че Волдемор е извършил „тъмна магия“ върху диадемата на майка ѝ и казва на Хари, че диадемата е някъде в Нужната стая. В Стаята на тайните Рон и Хърмаяни унищожават чашата със зъб от базилиска. Драко, Блейз Забини и Грегъри Гойл атакуват Хари в Нужната стая, но Рон и Хърмаяни се намесват. Гойл хвърля неконтролируемо проклятие на огнено чудовище, което го убива, докато Хари, Рон и Хърмаяни спасяват Малфой и Забини и бягат на метли. След като излиза навън, Хари пробожда диадемата със зъба на базилиска и Рон я рита в огъня. Докато армията на Волдемор атакува, Хари, вниквайки в ума му, осъзнава, че змията Наджини е последният хоркрукс. В навеса за лодки триото чува Волдемор да казва на Снейп, че Бъзовата пръчка не може да му е вярна, докато Снейп не умре. След това Наджини яростно напада Снейп. Докато Снейп умира, той дава на Хари един от спомените си. Междувременно Фред Уизли, Ремус Лупин и Нимфадора Тонкс са убити по време на битката в „Хогуортс“.
Хари вижда спомена на Снейп в мислоема – Снейп презира покойния баща на Хари, Джеймс, който го е тормозел в ученическите им години, но е изпитвал любов към майка му, Лили. След смъртта ѝ Снейп започва да работи с професор Албус Дъмбълдор като двоен агент сред смъртожадните, за да защити Хари от Волдемор. Хари също научава, че Дъмбълдор умира и е планирал Снейп да го убие. Снейп е този, който изпраща сърната Патронус, която отвежда Хари до меча на Грифиндор. Хари също научава, че е станал случайно хоркрукс, когато проклятието на Волдемор първоначално не успява да го убие. Сега Волдемор трябва да убие Хари, за да унищожи парчето душа в него. Използване на камъка на възкресението, който е съхранен в златния снич, завещан му от Дъмбълдор, Хари призовава духовете на родителите си, Сириус Блек и Ремус. Те го утешават, преди да се предаде на Волдемор в Забранената гора. Волдемор изпраща смъртоносното проклятие към Хари, който се събужда на неопределено място. Духът на Дъмбълдор го среща и му обяснява, че вече е свободен от Волдемор и може да избере да се върне в тялото си или да продължи напред. Хари избира първото.
Волдемор показва привидния труп на Хари и изисква всички от „Хогуортс“ да се предадат. Докато Невил изважда меча на Грифиндор от Разпределителната шапка в знак на предизвикателство, Хари разкрива, че е жив, а Малфой и много други смъртожадни изоставят Волдемор, деморализирани, след като виждат, че Хари все още е жив. Докато Хари се изправя срещу Волдемор в дуел из целия замък, майката на Рон, Моли, убива Белатрикс в Голямата зала и Невил обезглавява Наджини, унищожавайки последния от хоркруксите. Хари най-накрая убива Волдемор, след като магията експелиармус отклонява смъртоносното проклятие, връщайки го върху Волдемор. След битката Хари обяснява на Рон и Хърмаяни, че Волдемор никога не е притежавал истински Бъзовата пръчка. Тя го признава за свой истински господар, след като обезоръжава Драко, който една година по-рано обезоръжава предишния господар на пръчката, Дъмбълдор, на върха на Астрономическата кула. Вместо да задържи Бъзовата пръчка, Хари я унищожава.
Деветнадесет години по-късно Хари и приятелите му гордо изпращат децата си, които заминават за „Хогуортс“ от гара Кингс Крос.

## Актьорски състав
- Даниъл Радклиф – Хари Потър, 17-годишен британски магьосник, известен с това, че е оцелял като дете след убийството на родителите си от ръцете на злия магьосник Лорд Волдемор.
- Рупърт Гринт – Рон Уизли, най-добрият приятел на Хари и негов съюзник.
- Ема Уотсън – Хърмаяни Грейнджър, най-добрата приятелка на Хари и негова съюзница.
- Хелена Бонам Картър – Белатрикс Лестранж, вярна смъртожадна на Волдемор, лудата братовчедка на Сириус и леля на Драко.
- Роби Колтрейн – Рубиъс Хагрид, полувеликан, пазач на ключовете и дивеча в „Хогуортс“.
- Ралф Файнс – Лорд Волдемор, извратен, зъл, жаден за власт магьосник и лидер на смъртожадните.
- Майкъл Гамбън – Албус Дъмбълдор, покойният директор на „Хогуортс“.
- Джон Хърт – Гарик Оливандър, майстор на пръчки, отвлечен от смъртожадните.
- Джейсън Айзъкс – Луциус Малфой, бащата на Драко и опозорен смъртожаден.
- Хелън Маккрори – Нарциса Малфой, майката на Драко и сестра на Белатрикс.
- Гари Олдман – Сириус Блек, покойният кръстник на Хари и братовчед на Белатрикс и Нарциса.
- Алън Рикман – Сивиръс Снейп, новият директор на „Хогуортс“.
- Маги Смит – Минерва Макгонагъл, ръководител на дом „Грифиндор“ и учителката по трансфигурация.
- Дейвид Тюлис – Ремус Лупин, бивш учител на Хари по защита срещу черните изкуства.
- Джули Уолтърс – Моли Уизли, матриархът в семейство Уизли.
- Уоруик Дейвис – Филиус Флитуик, учителят по вълшебство и ръководител на дом „Рейвънклоу“.
- Том Фелтън – Драко Малфой, смъртожаден, син на Луциус и Нарциса Малфой.
- Бони Райт – Джини Уизли, най-малкото дете на семейство Уизли и любовта на Хари.
- Джеймс Фелпс и Оливър Фелпс – Фред и Джордж Уизли, братя на Рон.
- Матю Луис – Невил Лонгботъм, съученик на Хари от „Грифиндор“ и негов поддръжник.
- Евана Линч – Луна Лъвгуд, ученичка от „Рейвънклоу“, отвеяната приятелка на триото, която дава мъдри съвети в ключови моменти.
- Киърън Хайндс – Абърфорд Дъмбълдор, брат на Албус Дъмбълдор, член на Ордена на Феникса и съдържател на „Свинската глава“.
- Джим Броудбент – Хорас Слъгхорн, учителят по отвари и новият ръководител на дом „Слидерин“.
- Мириам Марголис – Помона Спраут, учителката по билкология и ръководител на дом „Хафълпаф“.
- Джема Джоунс – Попи Помфри, медицинската сестра в „Хогуортс“.
- Ема Томпсън – Сибила Трелони, учителката по пророкуване в „Хогуортс“.
- Шон Бигърстаф – Оливър Ууд, бивш ученик от „Грифиндор“.

За последната сцена във филма, която се развива деветнадесет години след основната история, актьорите, които играят главните герои, са направени да изглеждат по-стари чрез използването на грим и специални ефекти. След като първоначалният външен вид на състарената визия на актьорите изтича в интернет, някои фенове реагират остро – Радклиф и Гринт изглеждат твърде стари, докато Уотсън изобщо не изглежда съществено по-различена. След първоначалното заснемане, приключило през юни 2010 г., Йейтс изследва кадрите и заключава, че проблемът не може да бъде решен чрез монтаж или компютърна графика, и нарежда заснемането на сцената през декември с нов дизайн на грима.

## Продукция

### Заснемане
Част 2 е заснета успоредно с Хари Потър и Даровете на Смъртта: част 1 от 19 февруари 2009 г. до 12 юни 2010 г. с повторно заснемане на сцената от епилога в Лийвсдън Филм Студиос на 21 декември 2010 г. Йейтс, който снима филма с оператора Едуардо Сера, описва Част 2 като „цветна и фентъзи ориентирана“, „епична с огромни битки“.
Първоначално планиран като един филм, идеята книгата да бъде разделена на две части е предложена от изпълнителния продуцент Лионел Уигръм поради това, което Дейвид Хейман нарича „творчески императив“. Хейман първоначално отговоря отрицателно на идеята, но Уигръм пита: „Не, Дейвид. Как ще го направим?“. След като препрочита книгата и я обсъжда със сценариста Стив Клоувс, той се съгласява с разделянето.

### Декори
Стюарт Крейг създава декорите за филма. За магьосническата банка Гринготс той казва: „Нашата банкова зала, както всяка друга, е направена от мрамор и големи мраморни колони. И внушава голяма здравина. Фактът, че тамасъмите са банкерите и касиерите на гишето, помага за усещане на величие, здравината и големите пропорции. Това е част от декора: преувеличихме размера му, преувеличихме теглото му и дори преувеличихме блясъка на мрамора“. Относно умножаването на съкровищата в един от трезорите на банката, той отбелязва: „Направихме буквално хиляди парчета за него и ги метализирахме с вакуум, за да бъдат лъскави като злато и сребро. Джон Ричардсън, ръководителят на специалните ефекти, прави под, който може да се издига на различни нива, така че има нещо като физическо издуване на съкровището върху него“.
Крейг говори за битката за Хогуортс пред списание Арт Инсайтс, казвайки, че „голямото предизвикателство е унищожаването на „Хогуортс“. Слънцето изгрява зад дима... масивните останки от разрушени стени, входната зала, входът на Голямата зала, част от покрива на Голямата зала напълно изчезват, така че да. Голямо предизвикателство и наистина приятно – може би помогна на мен и момчетата от арт отдела да се подготвим за края... разрушихме го.“ Когато го питат за сцената на Кингс Крос в края на филма, Крейг казва: „Експериментирахме много, съвсем честно. Искам да кажа, че наистина беше доста продължителен процес, експериментирахме с подсветени подове, експериментирахме с различен вид бяло, покриващо всичко: бяла боя, бял плат.“

### Визуални ефекти
Ръководителят на визуалните ефекти Тим Бърк кавза, че „беше толкова голяма работа да поставим битката за „Хогуортс“ и трябваше да го направим на различни етапи от продукцията. Имахме кадри със сложни свързващи движения на камерата от широк обзор, до летене в прозорци и вътрешни пространства. И така, в края на 2008 г. направихме крачка и започнахме да възстановяваме училището дигитално с компания Дабъл Негатив“. И допълна: „Отне две години – текстуриране на всеки аспект на сградата, конструиране на интериори, които да се виждат през прозорците, изграждане на разрушената версия на училището“.
Относно качеството на 3D във филма, Бърк казва пред Лос Анджелис Таймс: „Всъщност мисля, че е добро. Мисля, че хората ще бъдат наистина доволни. Знам, че всички са малко нервни и скептични към 3D тези дни, но работата беше направена много, много добре. Направихме над 200 кадъра в 3D, както и във визуалните ефекти, защото голяма част от тях е с компютърно генерирани изображения, така че резултатите са много добри. Мисля, че всички ще бъдат наистина впечатлени от това“. Продуцентът Дейвид Хеймън говори пред списание SFX за 3D конвертирането, казвайки, че „Начинът, по който Дейвид Йейтс подхожда към 3D, е, че той се опитва да го направи от гледна точка на героя и историята. Опитва се да използва усещането за изолация, за отделеност, което понякога ви дава 3D, за да го засили в подходящи моменти“.
През 2012 г. визуалните ефекти във филма са номинирани за Оскар. Филмът също така печелят награда БАФТА за най-добри специални визуални ефекти на 65-те награди БАФТА през 2012 г.

### Музика
Първоначално е планирано Джон Уилямс, който композира музиката за първите три части, да се върне, за да създаде музиката за окончателния филм, но той не е на разположение поради конфликти в графика. Потвърдено е, че композиторът на Част 1, Александър Деспла, ще създаде музикалната партитура за Част 2. В интервю за списание Филм Мюзик, Деспла заявява, че Част 2 е „голямо предизвикателство“ и че има „много очаквания за изпълнение и много работа“ пред него. В отделно интервю Деспла отбеляза също, че музикалните теми, създадени по-рано от Уилямс, ще присъстват във филма „много повече, отколкото в Част 1“. Саундтракът към филма е номиниран за най-добър саундтрак за визуални медии на 54-те годишни награди Грами.

## Разпространение

### Маркетинг
През март 2011 г. е пусната първата визуализация на Даровете на Смъртта: част 2, разкриваща нови кадри и нови интервюта с актьорския състав. Първият плакат за Съединените щати е пуснат на 28 март 2011 г. с надпис „Всичко свършва, 15.07.“ (позовавайки се на датата на международната премиера). На 27 април 2011 г. е пуснат първият кино трейлър на Част 2. Трейлърът разкрива набор от нови и стари кадри. IMAX трейлърът на филма е пуснат с IMAX прожекции на Карибски пирати: В непознати води на 20 май 2011 г. По време на филмовите награди на Ем Ти Ви на 5 юни 2011 г., Ема Уотсън представя кратък преглед на филма.

### В кината
На 2 април 2011 г. в Чикаго се провежда пробна прожекция на филма с участието на режисьора Дейвид Йейтс, продуцентите Дейвид Хейман и Дейвид Барън и монтажиста Марк Дей. Световната премиера на филма е на 7 юли 2011 г. на площад Трафалгар в Лондон. Премиерата в САЩ се състои в Ню Йорк на 11 юли 2011 г. Въпреки че е заснет в 2D, филмът е конвертиран в 3D в постпродукцията и е издаден както в RealD 3D, IMAX 3-D, така и в 4DX.
Първоначално филмът трябва да бъде показан в Индонезия на 13 юли 2011 г. Индонезийското правителство налага нов данък върху добавената стойност върху възнагражденията от чуждестранни филми през февруари 2011 г., което кара три филмови студия, включително Уорнър Брос, да спрат вноса на филмите си, включително Хари Потър и Даровете на Смъртта: част 2 в страната. Филмът не беше пуснат по кината в Кралство Йордания поради наскоро наложените данъци върху филмите.
На 10 юни, един месец преди премиерата, билетите са пуснати в продажба. На 16 юни 2011 г. Част 2 получава сертификат 12A от Британския съвет за филмова класификация, който отбелязва, че филмът „съдържа умерена заплаха, подробности за нараняване и език“. В полунощ на 15 юли Част 2 е прожектирана в 3800 кина. В Съединените щати филмът се прожектира в 4375 кина, 3100 3D кина и 274 IMAX кина, най-широкото издание за IMAX, 3D, 4DX и филм за Хари Потър.

### Домашна употреба
През 2011 г. филмът е издаден на DVD и Blu-Ray, а на 28 март 2017 г. – и в 4K UHD формат.

## Прием

### Бокс офис
Преди излизането си филмът е предсказан от бокс офис анализаторите, че ще счупи рекорди, позовавайки се на очакването, натрупано в продължение на 10 години. Хари Потър и Даровете на Смъртта: част 2 печели 381,4 милиона долара в Съединените щати и Канада, заедно с 960,8 милиона долара от други пазари, като общите му приходи възлизат на 1,342 милиарда долара в световен мащаб. В световен мащаб това е третият най-касов филм, най-касовият филм за 2011 г., най-печелившият филм във филмовата поредица Хари Потър и най-касовата адаптация на книга. Освен това се превръща в най-печелившия филм на Уорнър Брос,както и най-касовото издание от компанията майка Уорнърмедия, надминавайки Властелинът на пръстените: Завръщането на краля. Част 2 поставя световен рекорд за началния уикенд с 483,2 милиона долара. Този рекорд е държан четири години преди Джурасик свят да го подобри през 2015 г. Филмът поставя световен рекорд за представяне през уикенда на IMAX с 23,2 милиона долара. Поставя световен рекорд за най-бързия филм по приходи като за 6 дни събира приходи от 500 милиона долара, 600 милиона за 8 дни, 700 милиона долара за 10 дни, 800 милиона долара за 12 дни и 900 милиона долара за 15 дни. На 30 юли 2011 г. филмът преминава границата от 1 милиард долара, изравнявайки 19-дневния рекорд, поставен от Аватар.
В България филмът достига приходи от 848 371 лева. Приходите на филма в световен мащаб достигат 1,342 милиарда долара.

### Критичен отговор
В Rotten Tomatoes филмът има рейтинг на одобрение от 96% въз основа на 332 рецензии, със среден резултат от 8,3/10. Критичният консенсус на сайта гласи: „Вълнуващ, силно изигран и визуално ослепителен, Даровете на Смъртта: част 2 довежда франчайза за Хари Потър до задоволителен – и подходящо магически – завършек“. В Metacritic, който дава средна оценка от рецензиите, филмът има резултат от 85 от 100 въз основа на 41 рецензии, което показва „всеобщо признание“. Филмът получава оценка 93 от професионалните критици от Асоциацията на телевизионните критици; това е най-високо оцененият филм за Хари Потър. Публиката, анкетирана от CinemaScore, дава на филма средна оценка „A“ по скала от A+ до F.
Филип Уомак коментира в Дейли Телеграф: „Това е монументално кино, изпълнено с прекрасни тонове и носещо върховно послание, което ще резонира с всеки зрител, млад или възрастен: във всички нас има тъмнина, но можем да я преодолеем“. Освен това той допълва, че Дейвид Йейтс „превръща [книгата] в истински ужасяващ спектакъл“. Друга рецензия е публикувана в Ивнинг Стандарт, който оценява филма с четири от пет звезди: „Милиони деца, родители и фенове няма нужда да си напомнят какво е хоркрукс – и режисьорът Дейвид Йейтс не ги разочарова. Всъщност по някакъв начин той помага да се компенсират недостатъците на последната книга“. Дейли Експрес отбелязва, че битката е „ужасяваща, която лесно се равнява с Властелинът на пръстените или Междузвездни войни по отношение на драматичната и запомняща се битка между доброто и злото“.
Роджър Ебърт от Чикаго Сън Таймс дава на филма три и половина звезди от четири и казва: „Финалът внушава достатъчно страхопочитание и тържественост, за да служи като подходящ финал и драматичен контраст с безгрижната (относителна) невинност в Хари Потър и Философският камък преди всички онези вълшебни години“. Марк Кермоуд от Би Би Си казва, че филмът е „доста солидна и амбициозна адаптация на много сложна книга“, но той критикува постконвертирания 3D. Кристи Лемир от Асошиейтед Прес дава на филма три и половина от четири и казва „Докато Даровете на Смъртта: част 2 предлага отдавна обещани отговори, освен това се осмелява да постави някои вечни въпроси и ще остане с вас след финала на последната сцена“. Ричард Ропър, също от Чикаго Сън Таймс, дава на филма оценка A+ и казва: „Това е майсторска и достойна последна част от един от най-добрите франчайзи, снимани някога“.